# Österreichische Gesellschaft für Denkmal- und Ortsbildpflege
Die Österreichische Gesellschaft für Denkmal- und Ortsbildpflege ist eine Non-Profit-Vereinigung (NPO) zur Erforschung und Pflege von Denkmälern und Ortsbildern in Österreich.

## Geschichte
Erster Präsident der Vereinigung war der Dombaumeister des Wiener Stephansdoms Karl Holey.
Die am 12. Juni 1947 in Wien gegründete Gesellschaft nannte sich Verein für Denkmalpflege in Wien. Der damalige Wiener Bürgermeister Theodor Körner wurde zum Ehrenpräsidenten gewählt. Grundsatz des Vereins war und blieb aber parteipolitische Neutralität. Unter dem Vorsitz von Michel Engelhart erhielt der Verein 1958 sein ständiges Domizil im Künstlerhaus Wien. 1961 erfolgte eine erste Umbenennung in "Verein für Denkmal- und Stadtbildpflege". Während der Präsidentschaft von Rudolf Bachleitner (1967 bis 1998) kam es zur zweiten Namensänderung, welcher die gesamtösterreichischen Ausrichtung der Vereinsziele betont.
Die Gesellschaft beteiligte sich an zahlreichen den Denkmalschutz betreffenden Kontroversen, etwa betreffend die Tiefgarage am Wiener Stephansplatz oder den Abriss der Florianikirche und versuchte immer wieder, das Bundesdenkmalamt, eine in zweiter Instanz weisungsgebundene Behörde, durch sachkundiges zivilgesellschaftliches Engagement nachhaltig zu unterstützen. Als aktueller Präsident fungiert Friedmund Hueber.
Seit 1962 erscheint regelmäßig die Vereinszeitschrift Steine sprechen, welche durch aktuelle Mitteilungen unter dem Titel Steinschlag ergänzt wird.

## Präsidenten
- 1947–1955 Karl Holey
- 1956–1958 Michel Engelhart
- 1959–1963 Ernst H. Buschbeck
- 1964–1967 Jaro Merinsky
- 1967–1998 Rudolf Bachleitner
- 1998–2006 Alois Machatschek
- 2006–2011 Wilfried Posch
- 2011–2023 Friedmund Hueber
- seit 2023 Franz Sagaischek

## Publikationen
- Landhaus und Villa in Niederösterreich. 1840–1914. Herausgeber Österreichische Gesellschaft für Denkmal- und Ortsbildpflege. Mit Beiträgen von Klaus Eggert, Géza Hajós, Mario Schwarz, Patrick Werkner. Vorwort von Präsident Rudolf Bachleitner, Hermann Böhlaus Nachfolger, Wien Köln Graz 1982, ISBN 3-205-07191-3.